# Christian Herbst
Christian Herbst (* 1879 in Öttingen; † 1966) war ein deutscher Beamter und Mitglied der SPD.

## Leben und Beruf
Nach dem Studium und der Promotion trat Herbst in die bayerische Forstverwaltung ein. Im Jahr 1902 war er Forstkandidat und im Jahr 1905 legte er die zweite forstliche Staatsprüfung ab. Danach war er Hilfsarbeiter in der Regierungsforstabteilung in Regensburg. Ab 1907 war Herbst besoldeter Beigeordneter und ab 1909 Bürgermeister in Osterode in Ostpreußen. 
Ab Juni 1920 war er kommissarischer Vertreter, Bevollmächtigter und Vertrauensmann des Oberpräsidenten von Ostpreußen beim Reichs- und Staatsministerium. Im Dezember 1920 wurde er zum Oberregierungsrat ernannt. Ab 1921 war er Oberpräsidialrat beim Oberpräsidium Ostpreußen sowie Vizeoberpräsident. Zwischen 1928 und 1932 amtierte er als Regierungspräsident in Lüneburg. Im Zuge der Absetzung der preußischen Staatsregierung Braun-Severing (Preußenschlag) wurde er als Mitglied der SPD im Herbst 1932 durch die Regierung Franz von Papen zur Disposition gestellt.
Im Jahr 1945 trat er erneut der SPD bei. Im April 1946 wurde er zum Polizeichef von Zehlendorf-Süd ernannt. Von Oktober 1945 bis August 1946 war er Leiter der Generaldirektion für Wasserstraßen und Schifffahrt in der sowjetischen Besatzungszone. Nach seiner Entlassung siedelte er nach Westberlin über.